# پیتر جوکس
پیتر جوکس ( انگلیسی: Peter Jukes؛ زادهٔ ۱۳ اکتبر ۱۹۶۰) مقاله‌نویس، وبلاگ‌نویس، نویسنده تلویزیونی و رادیویی، نمایشنامه‌نویس، منتقد ادبی و فیلم‌نامه‌نویس ارمنی‌تبار اهل بریتانیا است و از دهه ۱۹۸۰ میلادی تا کنو فعالیت می‌کند.

## زندگی‌نامه
وی در ۱۳ اکتبر ۱۹۶۰ در سوئیندون به دنیا آمد و از Queens' College, Cambridge و Aylesbury Grammar School فارغ‌التحصیل گشت. وی همچنین برنده جوایزی همچون شد.